# Olympische Sommerspiele 1908/Motorboot
Bei den IV. Olympischen Spielen 1908 in London fanden drei Wettbewerbe im Motorbootfahren statt, nachdem es bereits 1900 olympische Demonstrationssportart gewesen war. Alle drei Wettbewerbe gingen in der Bucht von Southampton über 40 Seemeilen (74,08 Kilometer), jeweils fünf Runden zu acht Seemeilen (ungefähr 15 Kilometer).
Von den angereisten Booten kamen einige nicht über die Startlinie. Insgesamt nahmen sechs Boote an den drei Wettbewerben teil, davon fünf britische und ein französisches. Durch extrem ungünstige Wetterbedingungen konnte immer nur eines der meistens zwei gestarteten Boote das Ziel erreichen.

## Medaillenspiegel
| Platz | Land           | Gold | Silber | Bronze | Gesamt |
| ----- | -------------- | ---- | ------ | ------ | ------ |
| 1     | Großbritannien | 2    | –      | –      | 2      |
| 2     | Frankreich     | 1    | –      | –      | 1      |

## Boote und Besatzungen
| Boot (Land)           | Besatzung                           | Klasse A      | Klasse B      | Klasse C      | Medaillen | Anmerkungen                                                                                                  |
| --------------------- | ----------------------------------- | ------------- | ------------- | ------------- | --------- | --- |
| Camille FRA           | Thubron                             | Gold          | –             | –             | 1–0–0     | Dem Historiker De Wael zufolge nahmen noch drei unbekannte Seeleute auf der Camille an den Wettkämpfen teil. |
| Dylan GBR             | Scott-Ellis Fentiman                | nicht im Ziel | –             | –             | 0–0–0     | Die Dylan nahm nur an dem abgebrochenen ersten Rennen der Klasse A teil.                                     |
| Gyrinus GBR           | Thornycroft Redwood Field-Richards  | –             | Gold          | Gold          | 2–0–0     | |
| Quicksilver GBR       | Gorham                              | –             | nicht im Ziel | –             | 0–0–0     | Es ist unklar, ob Gorhams Ehefrau Sophia an Bord war.                                                        |
| Sea Dog GBR           | Wright Weston                       | –             | –             | nicht im Ziel | 0–0–0     | |
| Wolseley-Siddeley GBR | Grosvenor Clowes Laycock / Atkinson | nicht im Ziel | –             | –             | 0–0–0     | Laycock startete nur im ersten Rennen der A-Klasse, Atkinson nur im zweiten.                                 |

## Ergebnisse
Die Wettbewerbe sollten ursprünglich am 11. Juli 1908 stattfinden. Es sind bisher keine Dokumente gefunden worden, die einen Grund für die Verlegung auf 28./29. August 1908 angeben. Einen erkennbaren Vorteil von dieser Verlegung hatte nur der Teilnehmer Hugh Grosvenor. Er wollte mit seinem Boot am 2. August 1908 bei dem prestigeträchtigen Harmsworth Cup in New York teilnehmen. Drei Wochen für den Transport von Großbritannien in die USA waren zur damaligen Zeit knapp, mit der Verlegung hatte er für den Rücktransport fast vier Wochen Zeit. Durch seine Stellung als Duke of Westminster hatte er genügend Einfluss, um auf diese Verlegung zu drängen.

### A-Klasse (40 Meilen)
| Platz | Land | Sportler                                                       |
| ----- | ---- | -------------------------------------------------------------- |
| 1     | FRA  | Émile Thubron                                                  |
| 2     | —    | nicht vergeben                                                 |
| 3     | —    | nicht vergeben                                                 |
| DNF   | GBR  | Hugh Grosvenor George Clowes Joseph Laycock George H. Atkinson |
| DNF   | GBR  | Thomas Scott-Ellis Alfred Fentiman                             |

Datum: 28./29. August 1908
In der Konkurrenz der A-Klasse durften alle Boote mit beliebigen Maßen starten. Zunächst sollte sie den Auftakt für die Wettkämpfe am 28. August markieren, doch die Aufgabe der Besatzung der Dylan sowie schlechte Wetterbedingungen verhinderten dies. Der neue Gegner für Hugh Grosvenor mit seinem Boot Wolseley-Siddeley, benannt nach den eingebauten Automotoren, war die Camille von Émile Thubron, das einzige französische Boot. Benannt war es nach Thubrons Landsfrau Camille du Gast, die ein Mittelmeer-Rennen gewonnen hatte. Die Wolseley-Siddeley wirkte zunächst deutlich überlegen, dann lief sie allerdings auf Grund und musste das Rennen beenden. Ungefährdet siegte Thubron nach 2:26:53 Stunden.

### B-Klasse (40 Meilen)
| Platz | Land | Sportler                                               |
| ----- | ---- | ------------------------------------------------------ |
| 1     | GBR  | Thomas Thornycroft Bernard Redwood John Field-Richards |
| 2     | —    | nicht vergeben                                         |
| 3     | —    | nicht vergeben                                         |
| DNF   | GBR  | John Marshall Gorham Sophia Gorham                     |

Datum: 28. August 1908
In der Konkurrenz der B-Klasse durften Boote, die weniger als 60 Fuß (ungefähr 20 Meter) lang waren, starten. Der erste Kontrahent war die Gyrinus von Thomas Thornycroft, der auf das Wetter vorausblickend ein zusätzliches Besatzungsmitglied extra zum Wasserausschöpfen an Bord genommen hatte, das andere Boot die Quicksilver von John Marshall Gorham. Unklar ist, ob ihn seine Ehefrau Sophia Gorham begleitete, die damit die einzige Frau bei diesen Wettkämpfen wäre. Nach anfänglichem Gleichstand setzte sich dann die Gyrinus ab und als der Quicksilver dann auch Wasser in das Boot gelaufen war, gab Gorham auf. Thornycroft dagegen hatte wohl keine Probleme sicher ins Ziel zu kommen und in 2:28:58 Stunden den ersten Olympiasieg der neuen Disziplin Motorbootsport einzufahren.

### C-Klasse (40 Meilen)
| Platz | Land | Sportler                                               |
| ----- | ---- | ------------------------------------------------------ |
| 1     | GBR  | Thomas Thornycroft Bernard Redwood John Field-Richards |
| 2     | —    | nicht vergeben                                         |
| 3     | —    | nicht vergeben                                         |
| DNF   | GBR  | Warwick Wright Thomas Weston                           |

Datum: 29. August 1908
In der Konkurrenz der C-Klasse durften nur die kleinsten Boote, die maximal 8 Meter lang waren, starten. Trotz vierer Meldungen gingen nur zwei Boote an den Start, zum einen der Sieger des Vortages, die Gyrinus von Thomas Thornycroft, zum anderen die Sea Dog von Warwick Wright. Erneut schienen zunächst beide Kontrahenten gleichwertig, doch durch einen Defekt im Motor, der heiß gelaufen war, wurde die Sea Dog zur Aufgabe gezwungen. Nach 2 Stunden, 28 Minuten und 26 Sekunden erreichte die Gyrinus das Ziel und wurde damit erster und einziger Doppelolympiasieger bei Motorbootwettkämpfen.

## Motorbootsport nach Olympia
Wie sich an der geringen Teilnehmerzahl und der hohen Ausfallquote gezeigt hatte, war Motorbootsport für die Olympischen Spiele kaum geeignet. Daher wurde es als olympische Sportart wieder abgesetzt, obwohl zu diesem Zeitpunkt Motorbootrennen in einigen Ländern Europas beliebt waren, unter anderem auch in Deutschland. Nach 1908 war Motorbootsport nie wieder olympisch.